# Gemeentehuis van Temse
Het (oud-)gemeentehuis van de Belgische gemeente Temse in de provincie Oost-Vlaanderen is een gemeentehuis opgetrokken in eclecticistische stijl. Het verving het vorige, afgebroken gemeentehuis (afbraak van 1900 tot 1902) dat op dezelfde plaats stond. Het nieuwe gemeentehuis werd in 1906 in gebruik genomen. In 2006 opende de gemeente enkele straten verder, op de site van de voormalige Boelwerf, het Administratief Centrum De Zaat, dat de taken van het gemeentehuis overnam. Het oude gemeentehuis is sindsdien in gebruik als ceremonieel-cultureel-toeristisch centrum.

## Geschiedenis
Op de plaats waar vandaag het gemeentehuis staat, stond al in de vijftiende eeuw het schepenhuis van Temse. Vóór 1795 werd het oude schepenhuis vervangen door een neoclassicistisch gebouw. Dit eerste gemeentehuis werd in 1900 op zijn beurt gesloopt om plaats te maken voor een nieuwbouw, ontworpen door Charles Nissens. Het nieuwe gemeentehuis, gebouwd tussen 1903 en 1905, werd op 1906 in gebruik genomen en huisvestte het gemeentebestuur honderd jaar lang, tot 2006. 

## Architectuur
Het belfort is 31 m hoog en geeft een monumentale indruk aan het gebouw dat in 2008 werd gerestaureerd. Het belfort, een vierkante toren, is bekroond met vier spietorentjes en een centrale lantaarntoren.